# Santiago Botero
Santiago Botero Echeverry (nascido em 27 de outubro de 1972 em Medellín, Colômbia) é um ex-ciclista de estrada profissional entre 1996 e 2010.

## Biografia

### Inícios
Desde a infância gostava muito de bicicletas, especialmente depois que seu pai, Alberto Botero, lhe deu uma bicicleta de montanha, com a qual praticou e começou a competir em corridas de mountain bike em Medellín. Embora não fosse um bom aluno acadêmico, tornou-se um dos ciclistas mais importantes da Colômbia.
Juan Darío Uribe, o médico esportivo que o descobriu e o orientou no ciclismo de estrada, diz que lhe deu um teste de esforço igual ao de seus corredores (alguns deles foram Oscar de Jesús Vargas, Carlos Mario Jaramillo e Juan Diego Ramirez), em uma bicicleta estacionária. Os resultados foram incríveis.
Os profissionais atingiram 600 watts de potência e quase desmaiaram. Santiago parecia um robô neste momento do teste e mal se sentia cansado. “Percebi que tinha condições especiais. Nenhum dos milhares de atletas do Indeportes Antioquia que estudei mostrou tal nível de força”, diz o Dr. Uribe.
Ele insistiu que deveria treinar na Europa e não na Colômbia, que foi quando Santiago decidiu ir para aquele continente, para estrear profissionalmente em 1996 com a equipe espanhola Kelme.

## Carreira profissional
Neste período correu em três edições do Tour de France  e quatro da Vuelta a España. Dos seus resultados destacam-se a classificação da montanha do Tour de France e o campeonato do mundo de contrarrelógio.
Ele foi, durante a maior parte de sua carreira, membro da equipe Kelme-Costa Blanca, mas em 2003 ingressou na Team Telekom. Suas atuações bem-sucedidas como parte de Kelme não puderam ser repetidas na equipe Telekom e os oficiais da equipe culparam seu mau desempenho pela falta de disciplina no treinamento; no entanto, Botero alegou problemas de saúde.
Em outubro de 2004, ele se juntou à equipe Phonak, juntamente com Miguel Ángel Martín Perdiguero da Saunier Duval–Prodir, e Víctor Hugo Peña e Floyd Landis dos Discovery Channel Pro Ciclying Team.
Ele morou na Colômbia e em Madri, Espanha, com sua esposa. Botero se juntou à equipe nacional dos EUA, Rock Racing, para a temporada de 2008.
Santiago Botero terminou sua carreira profissional correndo pela equipe colombiana Indeportes Antioquia. Anteriormente, ele também foi diretor técnico da equipe Circuitos Continentais da UCI, conhecida como Antioquia Governorate-Indeportes Antioquia.

## Resultados
Nascido em Medellín, Colômbia, Botero foi Campeão Mundial no contra-relógio individual em 2002. Os destaques de sua carreira incluem uma vitória de etapa na Volta à Andaluzia em 1999, uma vitória de etapa no Paris-Nice em 1999, uma vitória de etapa em 2000 Tour de France, classificação de montanhas no Tour de France 2000, vitórias em duas etapas na Volta a Espanha de 2001, terceiro lugar no Campeonato Mundial no contra-relógio individual de 2001 e duas vitórias em etapas e quarto lugar geral no Tour of France 2002.
Outras vitórias incluem uma vitória de etapa na Clásica Bogotá em 1997, uma vitória de prólogo na Vuelta a Chile em 1997 e uma vitória de etapa no GP Mitsubishi em 1998. Depois de ingressar na T-Mobile (chamado até 2004 como Team Telekom), suas conquistas no Tour diminuíram drasticamente.
Em 1 de maio de 2005, Botero venceu o Volta à Romandia na Suíça, 33 segundos à frente da estrela italiana em ascensão e favorito do Giro d'Italia, Damiano Cunego. Romandia é frequentemente usado como uma corrida de preparação para o Giro d'Italia. Botero manteve a forma para a edição de 2005 do Critério do Dauphiné Libéré, quando venceu o contrarrelógio individual à frente dos americanos Levi Leipheimer e Lance Armstrong, além de vencer a sexta etapa montanhosa que o levou ao segundo lugar na classificação geral.
Em 28 de fevereiro de 2007, Botero foi presenteado com sua nova equipe UNE-Orbitel em Bogotá, Colômbia.
Ele destacou que suas ambições para o ano seriam vencer a Volta à Colômbia, ser campeão nacional colombiano e subir ao pódio no contrarrelógio individual do campeonato mundial da UCI. Em agosto, Botero venceu na Volta à Colômbia pela primeira vez em sua carreira. Ele dominou o evento ao vencer o prelúdio e duas etapas ao longo do caminho, além de vestir a camisa de líder durante a maior parte da corrida.

### Alegações de doping
Em 2006, ele foi retirado da competição pela equipe Phonak em 2 de junho, depois que ele foi mencionado em reportagens na grande investigação de doping da Operação Puerto da Espanha; isso apenas algumas semanas antes do início do Tour de France 2006.
Em 2 de outubro de 2006, foi absolvido pelo comitê disciplinar da Federação Colombiana de Ciclismo.

## Aposentadoria
Botero se aposentou de sua carreira profissional em 2010 e nesse mesmo ano foi premiado pelo Coldeportes como um dos atletas mais destacados da Colômbia.
O ciclista colombiano tinha 38 anos no momento de sua aposentadoria, trabalhando como profissional há 15 anos, o que o tornou um dos melhores atletas de seu país.
Botero é administrador de empresas formado pela Universidade Eafit, em seu país. Ele também estudou administração de serviços na Universidade de Medellín.

## Principais resultados

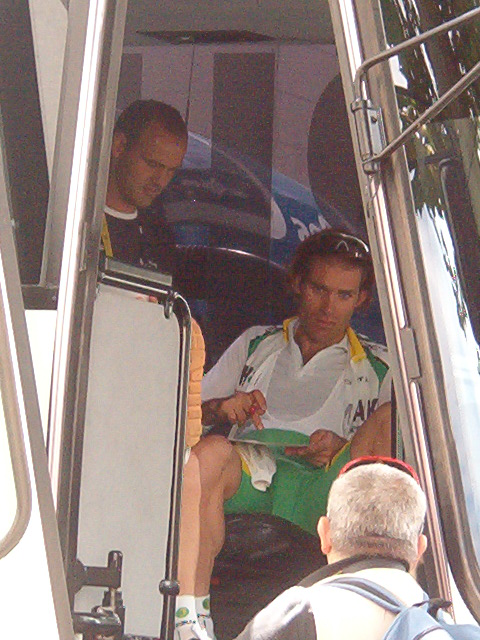
Santiago Botero no Tour de France de 2005 no ônibus Phonak

1998
4º No geral - Volta à Romandia
8º No geral - Volta à La Rioja
1999
2º No geral - Volta à Andaluzia
3º No geral - Paris-Nice
1º Etapa 4
4º No geral - Semana Catalã de Ciclismo
5º No geral - Volta à Comunidade Valenciana
2000
7º No geral - Tour de France
1º  Prêmio da montanha
1º Etapa 14
2001
1º Clássico aos Portos de Guadarrama
Volta a Espanha
1º Etapas 7 (Contrarrelógio individual) & 21 (Contrarrelógio individual)
3º  Campeonato Mundial de Estrada da UCI – Corrida de estrada masculina, Campeonato Mundial de Ciclismo em Estrada da UCI
8º No geral - Tour de France
9º Clássico Alpino
2002
1º  Campeonato Mundial de Estrada da UCI – Contrarrelógio masculino, Campeonato Mundial de Ciclismo em Estrada
1º Clássico Alpino
1º Etapa 16  Volta a Espanha
1º Etapa 3 (Contrarrelógio individual) Critério do Dauphiné Libéré
4º No geral - Tour de France
1º Etapas 9 (Contrarrelógio individual) & 15
2003
3º No geral - Clásica de Alcobendas
4º No geral - Volta à Astúrias
2004
7º Ciclismo – Contrarrelógio de estrada masculino,  Jogos Olímpicos
2005
1º  No geral - Volta à Romandia
1º Etapa 5 (Contrarrelógio individual)
2º No geral - Critério do Dauphiné Libéré
1º Etapas 3 (Contrarrelógio individual) & 6
2006
2º No geral - Volta à Catalunha
2007
1º   Contrarrelógio, Campeonato Nacional de Estrada
1º  Overall Volta à Colômbia
1º Prelúdio, Etapas 6 & 14 (Contrarrelógio individual)
2008
1º Prelúdio Volta à Colômbia
6º Corrida em estrada masculina, Jogos Olímpicos
2009
1º  Contrarrelógio, Campeonato Nacional de Estrada
1º Etapa 7 (Contrarrelógio individual) Volta à Colômbia
2010
5º No geral - Tour de San Luis

### Cronograma dos resultados da classificação geral dos Grandes Voltas
| Grandes Voltas  | 1997 | 1998 | 1999 | 2000 | 2001 | 2002 | 2003 | 2004 | 2005 |
| --------------- | ---- | ---- | ---- | ---- | ---- | ---- | ---- | ---- | ---- |
| Giro d'Italia   | —    | 54   | —    | —    | —    | —    | —    | —    | —    |
| Tour de France  | —    | —    | —    | 7    | 8    | 4    | DNF  | 75   | 51   |
| Vuelta a España | 98   | —    | —    | 72   | 18   | 66   | —    | DNF  | DNF  |

| —   | Ele não competiu |
| DNF | Ele não terminou |